# Gotha Go 244
El Gotha Go 244 fue un avión de transporte utilizado por la Luftwaffe durante la Segunda Guerra Mundial como transporte de tropas aerotransportadas.
El Go 244 era la versión motorizada del planeador de asalto Gotha Go 242. 

## Diseño y desarrollo
El Gotha Go 242, planeador de asalto diseñado por el ingeniero Albert Kalkert  , fue desarrollado con la aprobación del Reichluftahrtministerium, al interesarse este en un proyecto de Kalkert capaz para transportar tres veces más soldados que el DFS 230 entonces en uso.
El fuselaje de tipo contenedor estaba construido con tubos de acero revestidos de tela y llevaba un tren de aterrizaje lanzable y dos patines retráctiles; las alas eran de estructura en madera con recubrimiento textil y de contrachapado.
El aparato podía transportar 21 soldados y su equipo o su equivalente en peso de cargas militares, como un vehículo utilitario del tipo Kübelwagen, que se cargaba por la parte trasera abisagrada del fuselaje.
Dos prototipos estuvieron terminados a mediados de 1941 y se ordenó su inmediata producción en serie, entrando en servicio en 1942.
El debut operacional de este planeador tuvo lugar en el escenario del Mediterráneo y del mar Egeo; las unidades equipadas con Go 242 estuvieron basadas en Grecia, Sicilia y norte de Äfrica. Los remolcadores solían ser Heinkel He 111, y algunos planeadores recibieron equipo de despegue asistido mediante cohetes Rheinmetall-Borsig RI-502 de propelente sólido, de 500 kg de empuje.
La producción ascendió a un total de 1.528 unidades.
Después de la caída de Francia, el ejército alemán se encontró con grandes reservas existentes de motores franceses radiales Gnome-Rhône 14M, de 700 cv de potencia. Se decidió utilizar estos motores para convertir planeadores Go 242 en los nuevos bimotores de transporte Go 244.
Los motores fueron instalados en el borde de ataque alar, del que partían dos largueros que hacían las veces de unidades de cola. También se adoptó un tren de aterrizaje triciclo fijo.  Para ahorrar peso, no se le dotó de ningún blindaje y solo portó algunas armas defensivas menores, los cual lo transformó en un ataúd volador para cualquier caza que lo ametrallara.
Se realizaron un total de 133 conversiones a partir de las cinco variantes del Go 242B, que fueron designados de Go 244B-1 a B-5, respectivamente.
Las primeras entregas tuvieron efecto en marzo de 1942 al KGrzbV 104, con base en Grecia, y al KGrzbV 106 basado en Creta. Sin embargo, pronto quedó claro que estos aparatos eran fáciles presas para los cazas aliados, de modo que fueron retirados en noviembre de ese mismo año.
Algunos Go 244 estuvieron propulsados por motores B.M.W 123Z de 660 cv o por motores soviéticos Shvetsov M-25A de 750 cv.

## Variantes

### Gotha Go 242
- Go 242A: primera versión de serie con largueros alargados y, aunque en esencia era un planeador de transporte, el Go 242A-1 podía ser artillado con cuatro ametralladoras MG 15 de 7,92 mm; el Go 242A-2 era su equivalente en versión de transporte de tropas.

- Go 242B: versión introducida en 1942 con rueda de morro lanzable; las dos versiones iniciales, Go 242B-1 y Go 242B-2, diferían tan solo en el diseño de los aterrizadores principales; sus equivalentes en versiones de transporte de tropas fueron el Go 242B-3 y Go 242B-4, ambos con portezuelas traseras dobles; el Go 242B-5 incorporaba doble mando para entrenamiento de pilotos.

- Go 242C-1: versión desarrollada para atacar objetivos navales, en particular para una incursión contra la base naval de la Royal Navy en Scapa Flow; no llegó a ser usada operacionalmente, aunque algunos ejemplares fueron entregados al 6./KG 200 en 1944.

### Gotha Go 244
- Go 244A-1 - prototipo, utilizaba el motor radial BMW 132
- Go 244B-1 - la versión de producción, con tren de aterrizaje fijo
- Go 244B-2 - B-1 con un mejor tren de aterrizaje incluida rueda de nariz semirretráctil
- Go 242B-3 - transporte de paracaidistas de la versión de B-1 con dobles puertas traseras
- Go 244B-4 - transporte de paracaidistas de la versión de B-2 con puertas del B-3 y el tren de aterrizaje del B-2
- Go 244B-5 - versión de entrenamiento con doble control

## Especificaciones (Go 244B-2)

### Características generales
- Tripulación: 2
- Capacidad: 21 soldados
- Longitud: 15,8 m (51,8 ft)
- Envergadura: 24,5 m (80,4 ft)
- Altura: 4,4 m (14,4 ft)
- Superficie alar: 64,4 m² (693,2 ft²)
- Peso vacío: 5.100 kg
- Peso máximo al despegue: 7.800 kg
- Planta motriz: 2× motor radial Gnome-Rhône 14M. cada uno.

### Rendimiento
- Velocidad máxima operativa (Vno): 290 km/h (180 MPH; 157 kt)
- Velocidad crucero (Vc): 270 km/h (168 MPH; 146 kt)
- Alcance: 740 km (400 nmi; 460 mi)
- Alcance en combate: km
- Techo de vuelo: 7500 m (24 606 ft)

### Armamento
- Ametralladoras: 4× ametralladoras MG15 de 7,92 mm.

### Desarrollos relacionados
- Gotha Go 242

### Aeronaves similares
- Fairchild C-82 Packet

### Secuencias de designación
- Sistema de designación aeronaves del RLM: ← Ar 240 · Go 241 · Go 242 · Go 244 · BV 246 · Ju 248 · BV 250 →

### Listas relacionadas
- Anexo:Aeronaves militares de Alemania en la Segunda Guerra Mundial